# Стефанув (Радомський повіт)
Стефанув (пол. Stefanów) — село в Польщі, у гміні Пшитик Радомського повіту Мазовецького воєводства.
Населення — 187 осіб (2011).
У 1975-1998 роках село належало до Радомського воєводства.

## Демографія
Демографічна структура станом на 31 березня 2011 року:
|          | Загалом | Допрацездатний вік | Працездатний вік | Постпрацездатний вік |
| -------- | ------- | ------------------ | ---------------- | -------------------- |
| Чоловіки | 97      | 27                 | 66               | 4                    |
| Жінки    | 90      | 21                 | 55               | 14                   |
| Разом    | 187     | 48                 | 121              | 18                   |